# John S. Wold

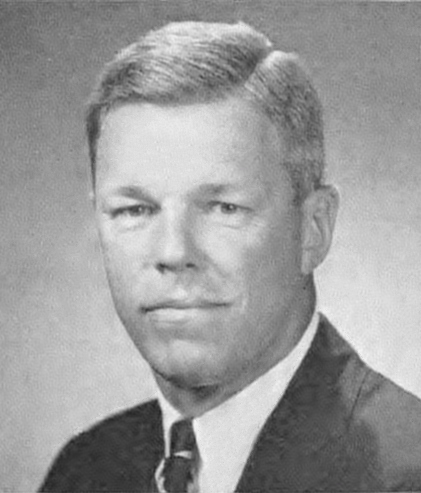
John S. Wold (1969)

John Schiller Wold (* 31. August 1916 in East Orange, New Jersey; † 19. Februar 2017 in Casper, Wyoming) war ein US-amerikanischer Politiker. Von 1969 bis 1971 vertrat er den Bundesstaat Wyoming im US-Repräsentantenhaus.

## Frühe Jahre
John Wold besuchte bis 1934 die Taft High School in Watertown (Connecticut). Danach setzte er seine Ausbildung an der University of St. Andrews in Schottland sowie am Union College in Schenectady (New York) fort. Dort machte er im Jahr 1939 seinen Abschluss. Er wurde Geologe, der sich auf die Erforschung der Öl, Gas, Kohle und Uranvorkommen spezialisierte. Während des Zweiten Weltkrieges diente John Wold in der US-Marine.

## Politische Laufbahn
Wold wurde Mitglied der Republikanischen Partei. Von 1957 bis 1959 war er Abgeordneter im Repräsentantenhaus von Wyoming. Zur gleichen Zeit war er Parteivorsitzender in diesem Staat. Zwischen 1960 und 1964 war er auch Mitglied im Republican National Committee. 1964 kandidierte Wold erfolglos für einen Sitz im US-Senat. Bei den Kongresswahlen des Jahres 1968 wurde er ins US-Repräsentantenhaus gewählt. Dort absolvierte er zwischen dem 3. Januar 1969 und dem 3. Januar 1971 eine Legislaturperiode. Im Jahr 1970 verzichtete er auf eine erneute Kandidatur. Stattdessen unternahm er einen weiteren erfolglosen Anlauf zum US-Senat. Danach zog er sich aus der Politik zurück. Zuletzt lebte er in Casper in Wyoming.